# Hampton Manor
Hampton Manor est une census-designated place du comté de Rensselaer, dans l'État de New York, aux États-Unis,. En 2020, elle compte une population de 5 423 habitants.